# Marvin Bush
Marvin Pierce Bush (Texas, 22 de outubro de 1956) é o filho mais novo do ex-Presidente dos EUA George H. W. Bush e a Primeira-Dama Barbara Bush, e o irmão do ex-Presidente dos EUA, George W. Bush, o Ex-Governador Jeb, Neil e Dorothy.

## Biografia

### Início da vida
Marvin Pierce Bush nasceu em 22 de outubro de 1956, na cidade de Midland, e foi nomeado em homenagem a seu avô materno, Marvin Pierce. Ele participou de Woodberry Floresta School , na Virgínia, onde se formou em 1975. Ele passou a obter um B. A. grau em inglês  da Universidade da Virgínia, onde ele se tornou um membro da Delta Phi Fraternidade (St. Elmo Hall). Ele passou a maior parte verões e feriados, em que a família Bush propriedade.

### Carreira
Ele trabalhou como diretor de HCC Insurance Holdings. o CHC, anteriormente Houston Casualty Empresa, é um negociados publicamente, companhia de seguros, na New York Stock Exchange. Ele aparece em 2008, o premiado documentário de Lee Atwater, bicho-papão: O Lee Atwater História. Ele serviu no conselho de administração para a SECURACOM , de 1993 a junho de 2000.

### Vida pessoal
Ele é casado com Margaret Conway (nascida Molster) (b. 2 de março de 1959). Eles têm dois filhos, que foram adotados a partir da Gladney Center, em Fort Worth, Texas: uma filha, Marshall Lloyd (b. 14 de maio de 1986), e um filho, Charles Walker (b. Dezembro 12, 1989).

## Política
Na eleição presidencial de 2016, Marvin Bush aprovou Libertário candidato Gary Johnson, sobre o Republicano candidato Donald Trump ou Democrática candidata Hillary Clinton. Ele afirmou que a Johnson e o companheiro de chapa de projeto de lei de Solda foram dois prazo governadores, que são "fiscalmente conservador, e a sua mensagem essencial é "obter a burocracia fora de nossas costas", que costumava ser uma parte do que os Republicanos acreditavam." Ele disse que uma lista de controvérsias feita Clinton confiável, e citou Trump negatividade.
Marvin previamente aprovado seu irmão Jeb Bush, que perdeu as primárias Republicanas. Marvin anúncio foi consistente com sua família gerais da oposição para Trump. Ao contrário de vice-campeão Ted Cruz, Jeb não mesmo assistir o Republicano convenção, tampouco o Bush, ex-presidentes, e todos têm explicitamente falado contra Trump, que até Marvin Bush instrução, sem Bush membro da família tinha abertamente apoiou outro candidato. Na Republicano primárias, no entanto, outro Bush, irmão, Neil Bush, juntou-se o Ted Cruz campanha eleitoral sobre a equipe de finanças.